# Justin Rogers (giocatore di football americano 1988)
Justin Rogers (Baton Rouge, 16 gennaio 1988) è un ex giocatore di football americano statunitense che ha militato nel ruolo di cornerback nella National Football League (NFL) e nella Canadian Football League (CFL). Fu scelto nel corso del settimo giro (206º assoluto) del Draft NFL 2011 dai Buffalo Bills. Al college ha giocato a football all'Università di Richmond.

## Carriera professionistica

### Buffalo Bills
Rogers fu scelto dai Chicago Bears nel corso del sesto giro del Draft 2011. Nella sua stagione da rookie disputò 13 partite, di cui una come titolare, mettendo a segno 16 tackle, 1 intercetto e 4 passaggi deviati. Nell'annata successiva scese in campo in tutte le 16 partite (una come titolare), con 37 tackle, 5 passaggi deviati e un intercetto nella settimana 12 su Andrew Luck degli Indianapolis Colts.
Nella prima gara della stagione 2013, Rogers fece registrare un intercetto su Tom Brady dei New England Patriots.
Il 19 novembre 2013, Rogers fu tagliato dai Bills.

### Houston Texans
Rogers firmò con i Houston Texans il 20 novembre 2013 ma fu svincolato il 29 dello stesso dopo una sola partita.

### Miami Dolphins
Il 10 dicembre 2013, Rogers firmò con i Miami Dolphins. Nove giorni dopo fu tagliato senza aver messo piede in campo.

## Statistiche
| Partite totali      | 35  |
| Partite da titolare | 7   |
| Tackle              | 76  |
| Sack                | 0,0 |
| Intercetti          | 3   |

Statistiche aggiornate alla stagione 2013